# Krystyna Wawrzkiewicz
Krystyna Wawrzkiewicz (ur. 1930, zm. 8 maja 2021) – polska weterynarz, profesor nauk weterynaryjnych.

## Życiorys
W 1955 r. ukończyła studia na Uniwersytecie Marii Curie-Skłodowskiej w Lublinie, w 1962 r. obroniła pracę doktorską, w 1970 r. otrzymała stopień doktora habilitowanego. W 1980 r. uzyskała tytuł profesora nauk weterynaryjnych. Pracowała w Katedrze Mikrobiologii Weterynaryjnej na Wydziale Medycyny Weterynaryjnej Akademii Rolniczej w Lublinie.

## Odznaczenia i wyróżnienia
- Krzyż Kawalerski Orderu Polonia Restituta[1]
- Nagroda JM Rektora, Ministra Szkolnictwa Wyższego Nauki i Techniki (wielokrotnie)[1]
- Medal Komisji Edukacji Narodowej[1]
- Złoty Krzyż Zasługi[1]